# Ursus A
Az Ursus A lengyel gyártmányú teherautó- és buszsorozat jelölése volt. Az olasz SPA 25C Polonia tehergépkocsi licenc alapján gyártott, némileg módosított változata.
A lengyel kormány 1924-ben rendelt egy nagyobb sorozatot a licenc alapján gyártott 3 tonnás Berliet CBA és 1,5 tonnás SPA 25C Polonia teherautókból. Az Ursusnak 1050 teherautót kellett legyártania, ami három sorozatban 200 Berliet és 150 SPA gyártását jelentette. Az első sorozat Franciaországból és Olaszországból érkezett, a másodikat helyben szerelték össze importált alkatrészekből, a harmadikat pedig teljesen Lengyelországban gyártották le. Az Ursus a Varsó melletti Czechowiceben kezdte építeni új gyárát, hogy helyet biztosítson az új gyártósoroknak, az építkezés azonban nagyon lassan folyt. Végül a lengyel hadsereg megegyezett, hogy 400 Berliet teherautót szerez be Franciaországból, így az Ursus gyár az SPA gyártására koncentrálhat. Az első 52 darab Ursus A teherautó 1928. július 11-én gördült le a gyár szalagjairól.
Az Ursus A lényegében az olasz SPA módosított változata volt, melyet a keményebb lengyel időjáráshoz és gyengébb minőségű útjaihoz igazítottak. Kezdetben csak kisebb módosításokat végeztek, mint a nagyobb hasznos teher (2,5 tonna a 2 tonna helyett) befogadása vagy az egyszerűsített hűtőrendszer. Később további módosításokat is eszközöltek (többek között három különböző vezetőfülke építése), melyek különböző alváltozatok gyártását eredményezték. 1931-ig, amikor a gyártást leállították az újabb Polski Fiat 621 megjelenése miatt, összesen 884 darab legyártása fejeződött be, ebből 509 a polgári piacon került értékesítésre.

## Változatok
- Ursus A – alapváltozat
- Ursus A30 – modernizált futóművel készült változat
- Ursus AW – meghosszabbított alvázzal készült változat, melynek hasznos terhelése 3 tonnára növekedett, ezt a változatot főleg buszokhoz használták
- Ursus AT 3 – Háromtengelyes terepjáró változat
- Ursus 303 – módosított terepjáró változat.

## Fordítás
Ez a szócikk részben vagy egészben  az   Ursus A című angol Wikipédia-szócikk ezen változatának fordításán alapul.  Az eredeti cikk szerkesztőit annak laptörténete sorolja fel. Ez a jelzés csupán a megfogalmazás eredetét és a szerzői jogokat jelzi, nem szolgál a cikkben szereplő információk forrásmegjelöléseként.